# Robert Wilson (rameur canadien)
Pour les articles homonymes, voir Robert Wilson et Wilson.
Robert Wilson, né le 14 octobre 1935, est un rameur canadien. Il participe aux Jeux olympiques d'été de 1956 dans l'épreuve du huit et remporte la médaille d'argent.

## Palmarès

### Jeux olympiques
- Jeux olympiques de 1956 à Melbourne,  Australie
  -  Médaille d'argent.